# Ptačí oblast Strážovské vrchy
Strážovské vrchy jsou ptačí oblast v systému Natura 2000 na Slovensku. Nachází se ve Strážovských vrších na území okresů Ilava, Považská Bystrica, Prievidza, Púchov, Bytča a Žilina. Chráněné území bylo vyhlášeno v roce 2004, jeho rozloha je 302,79 km² a částečně se překrývá s chráněnou krajinnou oblastí Strážovské vrchy.

## Předmět ochrany
- sokol stěhovavý (Falco peregrinus)
- výr velký (Bubo bubo)

Pravidelně zde hnízdí více než 1% národní populace druhů:
- orel skalní (Aquila chrysaetos)
- čáp černý (Ciconia nigra)
- včelojed lesní (Pernis apivorus)
- tetřev hlušec (Tetrao urogallus)
- sýček rousný (Aegolius funereus)
- lelek lesní (Caprimulgus europaeus)
- chřástal polní (Crex crex )
- datel černý (Dryocopus martius)
- strakapoud bělohřbetý (Dendrocopos leucotos)
- jeřábek lesní (Tetrastes bonasia)
- pěnice vlašská (Sylvia nisoria)
- strakapoud prostřední (Dendrocopos medius)
- lejsek malý (Ficedula parva)
- lejsek bělokrký (Ficedula albicollis)
- ťuhýk obecný (Lanius collurio)
- ťuhýk šedý (Lanius excubitor)
- křepelka polní (Coturnix coturnix)
- krutihlav hnědý (Jynx torquilla)
- Bramborníček černohlavý (Saxicola torquata)
- hrdlička divoká (Streptopelia turtur)
- rehek zahradní (Phoenicurus phoenicurus)
- lejsek šedý (Muscicapa striata)
- žluna šedá (Picus canus)